# Fritz Rooth
Carl Johan Fredrik "Fritz" Rooth (i riksdagen kallad Rooth i Helsingborg), född 15 juli 1816 i Helsingborgs Maria församling, död 20 maj 1883 i Kiel, var en svensk konsul och riksdagspolitiker. Rooth var svensk konsul i Kiel, Holstein från 1868 fram till sin död.

## Biografi
Rooth föddes i Helsingborg som son till den danske konsuln och handelsmannen Carl Henric Rooth. Han var från 1853 riksdagsman för borgarståndet i Helsingborg samt Skanör och Falsterbo vid ståndsriksdagen och var senare även ledamot av andra kammaren i Sveriges riksdag. Under 1856 motionerade Rooth i riksdagen för att Södra stambanan skulle sluta i Helsingborg.
Han var aktiv under en mycket expansiv period i stadens historia och tog initiativ till ett flertal satsningar i staden. Han engagerade sig år 1853 i bildandet av ett ångbåtsbolag, vars målsättning var att bryta den danska dominansen på färjetrafiken över Öresund. Han blev också ledare för bolagets direktion när denna tillsattes den 14 februari 1855. Bolagets första fartyg var propellerångaren S/S Helsingborg, som sattes i trafik 1856. Konkurrensen ledde dock till ett kraftigt prisfall på sundet och 1865 slogs Helsingborgs Ångbåtsbolag samman med konkurrenten, Helsingørs Dampskibs-Intressenter.
När fadern dog 1858 tog Rooth över dennes handelsverksamhet i nuvarande kvarteret Springposten. Han engagerade sig även i frågan om en ny teater i Helsingborg och tog 1859 initiativet till bildandet av ett teateraktiebolag för att föra frågan framåt. Det dröjde dock fram till 1876 innan den nya teatern kunde invigas. År 1859 donerade han också ett mindre klocktorn till det dåvarande rådhuset, därefter kallat Roothens klocka, och var en av de som grundande Helsingborgs stadsbibliotek 1860. Samma år satt han i kommittén för utbyggnaden av stadens hamn, år 1862 i interimsstyrelsen för Helsingborgs-Landskrona-Eslövs järnvägs AB och från 1864 i företagets permanenta styrelse. Rooth blev år 1862 invald i Helsingborgs första stadsfullmäktige efter kommunalreformen samma år och var under en period år 1864 vice ordförande i fullmäktige. Han var pådrivande för byggnationen av ett nytt läroverk, det som senare kom att bli Handelsgymnasiet. Även sedan Rooth flyttat till Köpenhamn valdes han om som riksdagsman för Helsingborg. När det gamla rådhuset revs i samband med det nuvarande rådhusets färdigställande 1897 flyttades Roothens klocka till Handelsgymnasiets fasad.